# Ghiacciaio Arensky
Il ghiacciaio Arensky è un ghiacciaio lungo circa 5 km situato sull'isola Alessandro I, al largo della costa della Terra di Palmer, in Antartide. Il ghiacciaio, il cui punto più alto si trova a circa 300 m s.l.m., si trova 5 km a est del ghiacciaio Alyabiev e fluisce in direzione sud a partire dal versante meridionale dei nunatak Frank, fino a entrare nell estremità settentrionale dell'insenatura di Boccherini, andando ad alimentare la piattaforma glaciale Bach.

## Storia
Il ghiacciaio Arensky è stato così battezzato nel 1987 dall'Accademia sovietica delle scienze che, rispettando la consuetudine di dare alle formazioni della regione il nome di un personaggio del mondo della musica, lo ha rinominato in onore del compositore russo Anton Stepanovič Arenskij.